# Hundidos
Hundidos è una serie di documentari spagnoli trasmessa su La 2 (RTVE) tra il 2018 e il 2019. Creata e diretta da Robert Fonollosa Martín e prodotta da Zona Mixta, la serie è condotta dal biologo marino e divulgatore Karlos Simón.
La serie, composta da 13 episodi, esplora relitti di navi affondate lungo le coste spagnole. Ogni puntata combina riprese subacquee, ricostruzioni storiche e interviste per raccontare la storia di galeoni, mercantili, sommergibili e navi militari. Tra i collaboratori tecnici figura anche il subacqueo italiano Luca Belladonna, coinvolto nelle riprese in qualità di operatore subacqueo e consulente per la sicurezza.
La serie è stata premiata con il Premio Atlántide 2019 per la divulgazione della cultura subacquea.

## Episodi
| Episodio | Titolo                  | Data di messa in onda | Spettatori | Share |
| -------- | ----------------------- | --------------------- | ---------- | ----- |
| 1        | Cardenal Cisneros       | 21 ottobre 2018       | 327.000    | 2,5%  |
| 2        | Solway                  | 28 ottobre 2018       | 290.000    | 1,8%  |
| 3        | Skyro                   | 4 novembre 2018       | 321.000    | 2,0%  |
| 4        | Thordisa - El Carbonero | 11 novembre 2018      | 373.000    | 2,6%  |
| 5        | Stanfield               | 18 novembre 2018      | 540.000    | 3,5%  |
| 6        | Dom Pedro               | 25 novembre 2018      | 430.000    | 3,0%  |
| 7        | Coila                   | 2 dicembre 2018       | 313.000    | 2,2%  |
| 8        | HMS Serpent             | 9 dicembre 2018       | 319.000    | 2,3%  |
| 9        | Cavour                  | 16 dicembre 2018      | 318.000    | 2,2%  |
| 10       | Mardinian               | 23 dicembre 2018      | 329.000    | 2,7%  |
| 11       | Sirio                   | 30 dicembre 2018      | 379.000    | 2,9%  |
| 12       | Participation           | 6 gennaio 2019        | 358.000    | 2,6%  |
| 13       | Santa María Magdalena   | 13 gennaio 2019       | 280.000    | 1,9%  |

## Riconoscimenti
- 2019 – Premio Atlántide per la miglior opera di divulgazione subacquea[4]